# Darlanne Fluegel
Darlanne Fluegel (Wilkes-Barre, 25 november 1953 – Orlando, 15 december 2017) was een Amerikaanse actrice. Ze speelde de vrouwelijke hoofdrol in een aantal films en televisieseries in de jaren tachtig en negentig.

## Biografie
Fluegel werd geboren op 15 december 2017 in Wilkes-Barre (Pennsylvania) als tweede van vijf kinderen van Jane Warnecke en Donald Raymond Fluegel. Fluegel studeerde in 1971 af aan de Binghamton Central High School in Binghamton.
Ze begon op 16-jarige leeftijd met modellenwerk en verhuisde op 18-jarige leeftijd naar New York om een professionele modellencarrière te beginnen. Ze werd 15 jaar lang vertegenwoordigd door Ford Models en vervolgens door het Zoli Agency in New York, terwijl ze acteerlessen volgde bij Stella Adler.
Fluegel maakte haar filmdebuut met een bijrol in de film Eyes of Laura Mars uit 1978. Haar eerste grote filmrol was in de cult-sciencefictionfilm Battle Beyond the Stars uit 1980. Vervolgens speelde ze tegenover Robert De Niro in Once Upon a Time in America (1984) en tegenover Kirk Douglas in Tough Guys (1986).
Op televisie had ze een belangrijke rol in het eerste seizoen van Crime Story. In het zevende seizoen van Hunter vervoegde ze de cast als agente Joanne Molenski. Later had ze een terugkerende rol in Wiseguy.
Van 2002 tot 2007 gaf Fluegel les in acteren en drama aan de University of Central Florida.
Fuegel was van 1983 tot 2004 getrouwd met Michael Ira Small, een rodeo-ruiter die ook onder de artiestennaam Michael Moore optrad. Ze kregen twee kinderen, een dochter Jenna Carey en een zoon Coulter.
Bij Fluegel werd op 56-jarige leeftijd de ziekte van Alzheimer vastgesteld. Ze overleed op 15 december 2017 aan de ziekte in haar huis in Orlando (Florida) op 64-jarige leeftijd.